# Benicull de Xúquer
Benicull de Xúquer és un municipi del País Valencià que es troba a la comarca de la Ribera Baixa.
Limita amb Corbera i Polinyà de Xúquer (a la mateixa comarca); i amb Alzira (a la comarca de la Ribera Alta).

## Geografia
El poble està situat al marge dret del riu Xúquer, a la seua conca baixa, i sols té 3,56 km².

## Història
La primera vegada que apareix documentat el topònim Benicull és en 1914. S'han trobat vestigis de poblament que van des de l'Eneolític fins a l'edat del bronze en la zona coneguda com La Pedrera. A finals del segle passat s'hi assentaren diverses famílies procedents de Benigànim.
La història de Benicull, com a municipi, és molt curta: obtingué la segregació de Polinyà de Xúquer en 1987 per Decret de 23 de novembre (DOGV 714 d'1 de desembre) i es convertí en Entitat Local; el reconeixement com a municipi independent és de 2003, Decret 153/2003 (DOGV 4577 d'1 de setembre). Hi havia, en el moment de la constitució municipal, 855 habitants.

## Demografia
| 1900 | 1910 | 1935  | 1950 | 1960 | 1970 | 1981 | 2003 | 2005 | 2006 | 2007 | 2011 |
| ---- | ---- | ----- | ---- | ---- | ---- | ---- | ---- | ---- | ---- | ---- | ---- |
| 358  | 602  | 1.294 | 950  | 988  | 897  | 790  | 784  | 831  | 873  | 904  | 980  |

## Economia
Predomina l'agricultura amb el cultiu de cítrics.

## Política i Govern

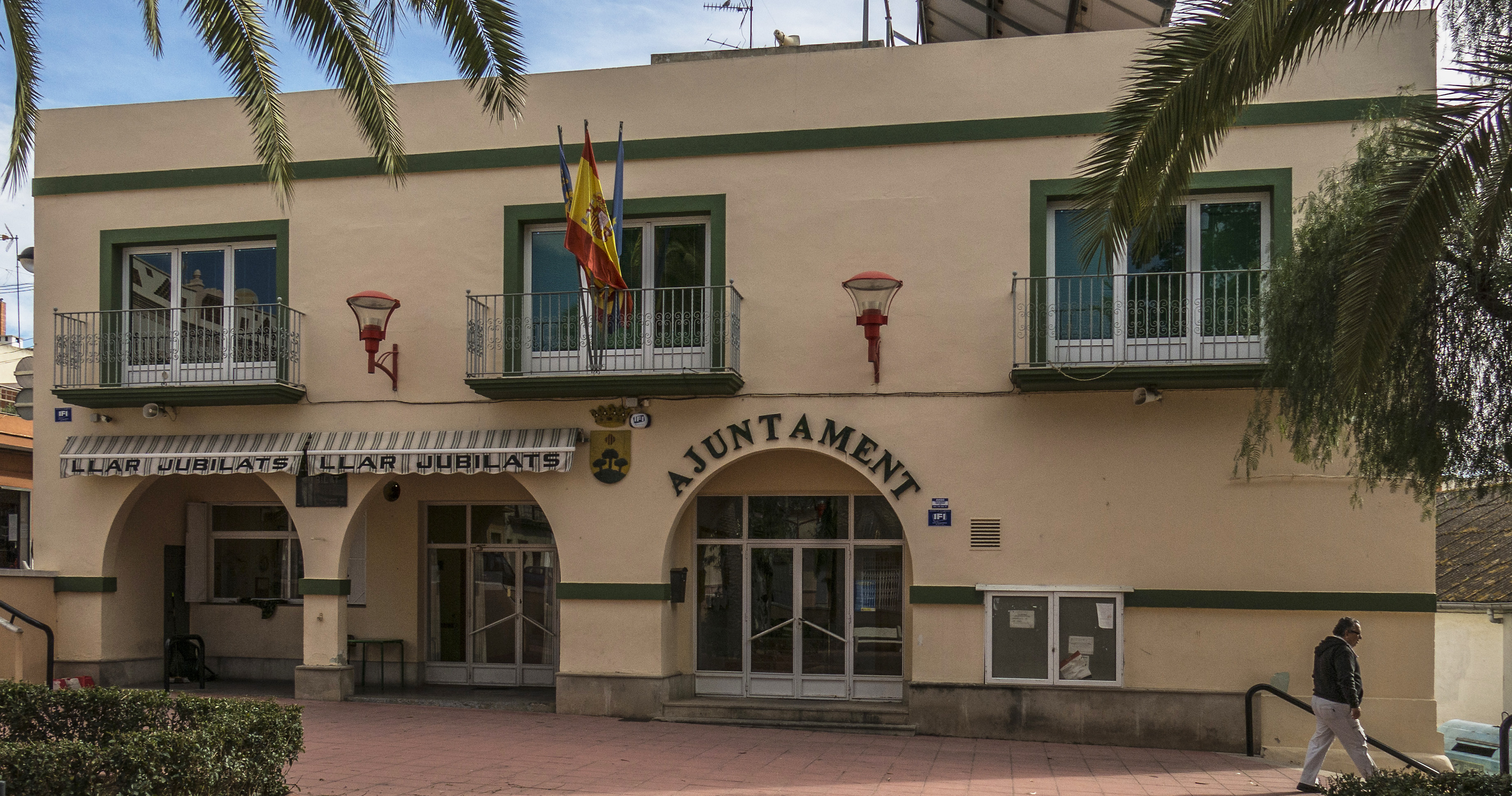
Ajuntament

### Corporació municipal
El Ple de l'Ajuntament està format per 7 regidors. En les eleccions municipals de 26 de maig de 2019 foren elegits 5 regidors d'Units per Benicull (UperB), 1 d'Esquerra Unida-Seguim Endavant (EUPV) i 1 de Gent de Benicull-Compromís (GdB-Compromís).
| Eleccions municipals de 26 de maig de 2019 - Benicull de Xúquer                                                               |                                     |                                     |                                     |      |          |          |
| Candidatura | Candidatura                         | Candidatura                         | Cap de llista                       | Vots | Vots     | Regidors |
| | Units per Benicull                  |                                     | María Amparo Giner Lorenzo          | 350  | 55,21%   | 5 (+3)   |
| | Esquerra Unida-Seguim Endavant      |                                     | Vicent Fayos Candel                 | 132  | 20,82%   | 1 (-1)   |
| | Gent de Benicull-Compromís          |                                     | Isabel Castilla Tomàs               | 77   | 12,15%   | 1 (-1)   |
| | Altres candidatures                 |                                     |                                     | 75   | 11,83%   | 0 ( -1)  |
| | Vots en blanc                       |                                     |                                     | 0    | 0,00%    |          |
| Total vots vàlids i regidors                                                                                                  | Total vots vàlids i regidors        | Total vots vàlids i regidors        | Total vots vàlids i regidors        | 634  | 100 %    | 7        |
| | Vots nuls                           | Vots nuls                           | Vots nuls                           | 6    | 0,94%    |          |
| Participació (vots vàlids més nuls)                                                                                           | Participació (vots vàlids més nuls) | Participació (vots vàlids més nuls) | Participació (vots vàlids més nuls) | 640  | 79,31%** |          |
| Abstenció | Abstenció                           | Abstenció                           | Abstenció                           | 167* | 20,69%** |          |
| Total cens electoral | Total cens electoral                | Total cens electoral                | Total cens electoral                | 807* | 100 %**  |          |
| Alcaldessa: María Amparo Giner Lorenzo (UperB) (15/06/2019) Per majoria absoluta dels vots dels regidors                      |                                     |                                     |                                     |      |          |          |
| Fonts: JEC, JEZ Alzira, M. Interior, Periòdic Ara. (* No són vots sinó electors. ** Percentatge respecte del cens electoral.) |                                     |                                     |                                     |      |          |          |

### Alcaldes
Benicull de Xúquer compta amb alcaldia des de 2003. El primer alcalde va ser José Francisco Damià Bisbal (PSPV). Després de les eleccions de maig de 2011 va passar a ser alcalde Vicent Geribés Benavent (EUPV). El 29 de maig de 2014, Geribés va anunciar que abandonava Esquerra Unida del País Valencià, per desavinences amb la direcció, i va anunciar la seua intenció de formar part de Podem però, finalment, passà al grup de «no adscrits». Des de 2015 l'alcaldessa de Benicull de Xúquer és María Amparo Giner Lorenzo d'UxV.
| Període                       | Alcalde o alcaldessa           | Partit polític  | Data de possessió     | Observacions     |
| ----------------------------- | ------------------------------ | --------------- | --------------------- | ---------------- |
| 2003–2007                     | José Francisco Damiá Bisbal    | PSPV-PSOE       | 06/11/2003            | --               |
| 2007–2011                     | José Francisco Damiá Bisbal    | PSPV-PSOE       | 16/06/2007            | --               |
| 2011–2015                     | Joan Vicent Geribes i Benavent | EUPV no adscrit | 11/06/2011 02/06/2014 | Canvi de grup -- |
| 2015–2019                     | María Amparo Giner Lorenzo     | UxV             | 13/06/2015            | --               |
| 2019-2023                     | María Amparo Giner Lorenzo     | UperB           | 15/06/2019            | --               |
| Des de 2023                   | n/d                            | n/d             | 17/06/2023            | --               |
| Fonts: Generalitat Valenciana |                                |                 |                       |                  |

## Monuments

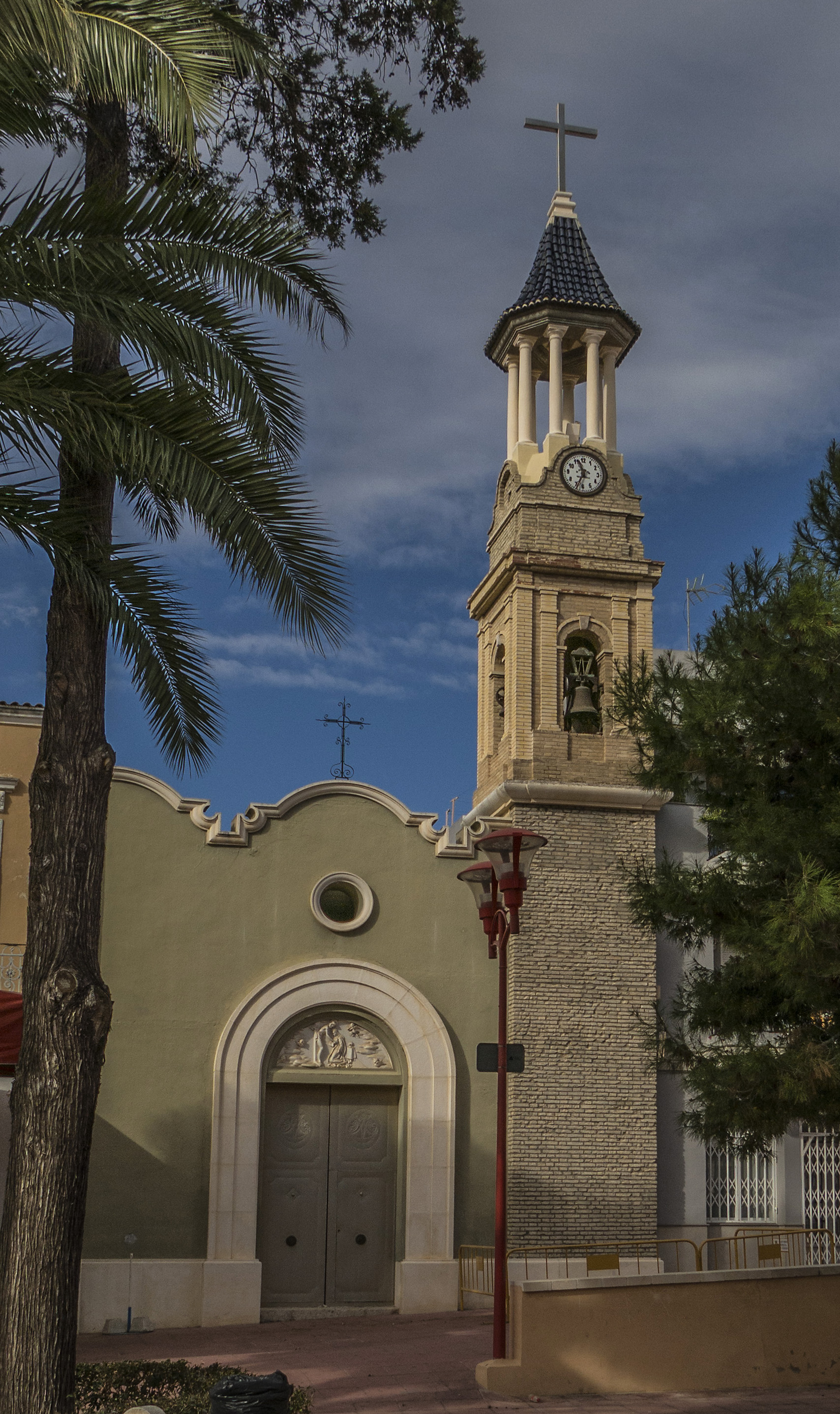
Església de Sant Roc

Els monuments que hi podem trobar són l'església de Sant Roc i l'ermita de Sant Bernabeu.
El 17 de novembre de 1973, un grup d'escolars de Benicull orientats pels seus mestres Alberto Ripoll i Carmen Ezquer, troben en una gruta (dins el paratge de la Sima de la Pedrera) vestigis d'època neolítica, entre els quals destaca un vas campaniforme datat entre els anys 2200-1800 a.C.

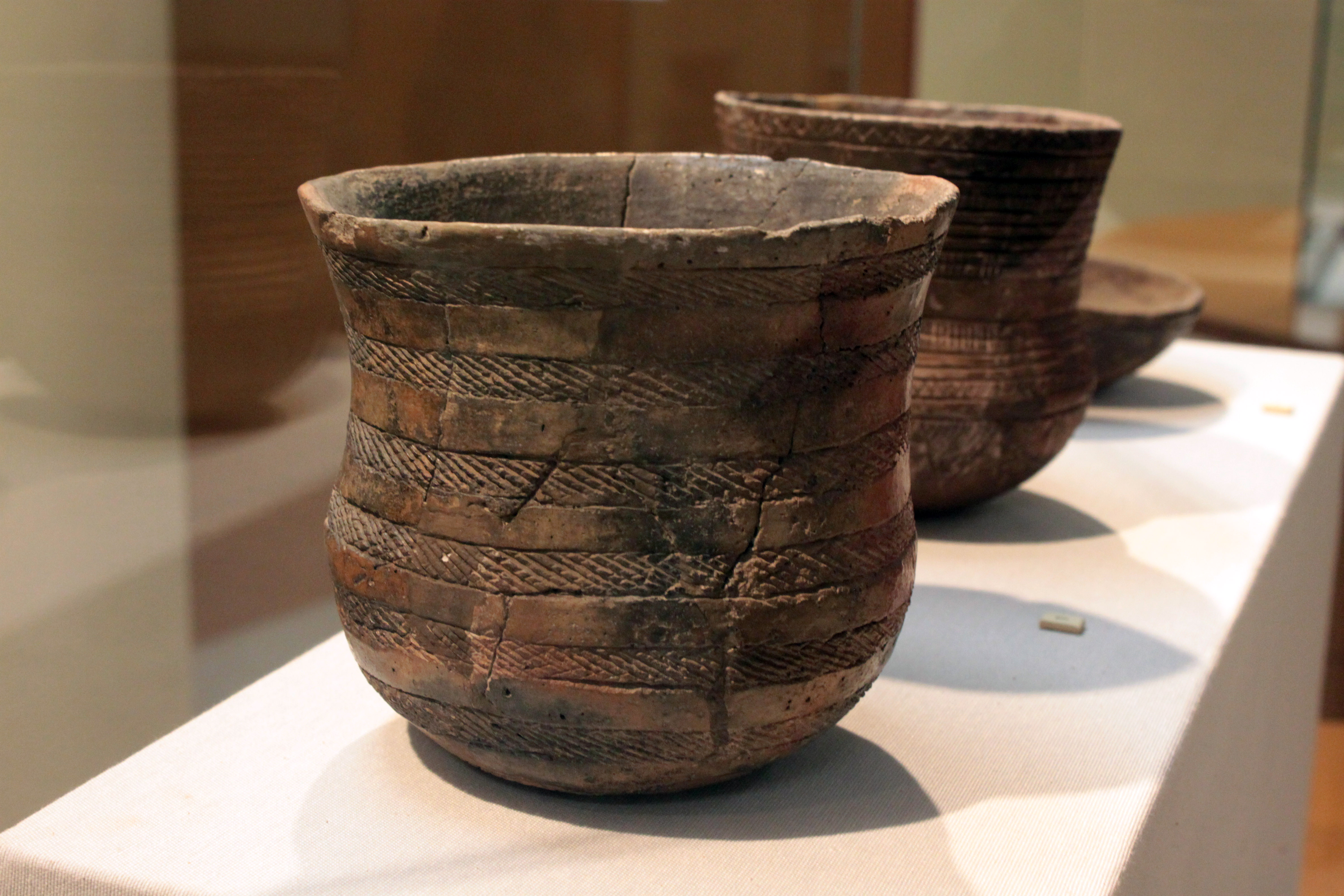
Vas campaniforme de la Sima de la Pedrera